# Polyhymno
Polyhymno är ett släkte av fjärilar. Polyhymno ingår i familjen stävmalar.

## Dottertaxa tillPolyhymno, i alfabetisk ordning[1]
- Polyhymno abaiella
- Polyhymno acaciella
- Polyhymno alcimacha
- Polyhymno blastophora
- Polyhymno cemiostomella
- Polyhymno charigramma
- Polyhymno chionarcha
- Polyhymno cleodorella
- Polyhymno colleta
- Polyhymno colorata
- Polyhymno conflicta
- Polyhymno convergens
- Polyhymno crambinella
- Polyhymno deuteraula
- Polyhymno erratica
- Polyhymno eurydoxa
- Polyhymno furcatella
- Polyhymno fuscostrigella
- Polyhymno gladiata
- Polyhymno hieracitis
- Polyhymno hostilis
- Polyhymno inermis
- Polyhymno intorta
- Polyhymno intortoides
- Polyhymno iphimacha
- Polyhymno leucocras
- Polyhymno lignicolor
- Polyhymno luteostrigella
- Polyhymno millotiella
- Polyhymno multifida
- Polyhymno obliquata
- Polyhymno oxystola
- Polyhymno palinorsa
- Polyhymno paracma
- Polyhymno pausimacha
- Polyhymno pernitida
- Polyhymno pleuracma
- Polyhymno sexstrigella
- Polyhymno subaequalis
- Polyhymno tetragrapha
- Polyhymno thinoclasta
- Polyhymno tropaea
- Polyhymno walsinghami